# ランツェリン
ランツェリンまたはカンツェリン、ランドルト （ドイツ語: Lanzelin, Kanzelin, Landolt, 991年没）は、アルテンベルク伯。グントラム金満公の息子で、ハビヒツブルク城やムーリ修道院を建てハプスブルク家の祖といわれるラートボトの父である。

## 概要
妻はトゥールガウ伯エーベルハルト3世の娘（960年生）で、その名はルイトガルト、リウトガルト、リュートガルトなど資料によって異なる。
ランツェリンはアルテンベルク伯を自称した。その由来はアルテンベルク城であるとされているが、この所在は現在のアールガウ州・ブルック付近のアルテンベルク（後に息子ラートボトが建てたハビヒツブルク城から遠くない）と、クレットガウのアルテンベルクの2説ある。後者の説の理由としては、ランツェリンがクレットガウ伯・トゥールガウ伯でもあったことが挙げられる。彼は現在のアールガウを強引に征服した。

## 子孫
ランツェリンには4人の息子がいた。
- ヴェルナー1世（975年/980年 - 1028年10月28日）: ストラスブール司教（1002年 - 1028年）
- ラートボト（985年ごろ - 1045年6月30日）: クレットガウ伯、ハビヒツブルク城の建設者
- ルドルフ1世（985年/990年 - 1063年ごろ、1064年3月1日以前）: ルドルフ・フォン・アルテンブルクとも　オットマールスハイム修道院の設立者
- ランドルド2世（992年以前 - 1027年10月28日没）: シュヴァーベン大公フリードリヒ1世の姉妹ベルタ・フォン・ビューレンと結婚[3]、ベルトルト1世（ツェーリンゲン家の祖）の祖父[4]。